# لانسو اپینز
لانسو اپینز (به لاتین: L'Anse Aux Epines) یک منطقهٔ مسکونی در گرنادا است که در Saint George Parish, Grenada واقع شده‌است.